# Pegmatita

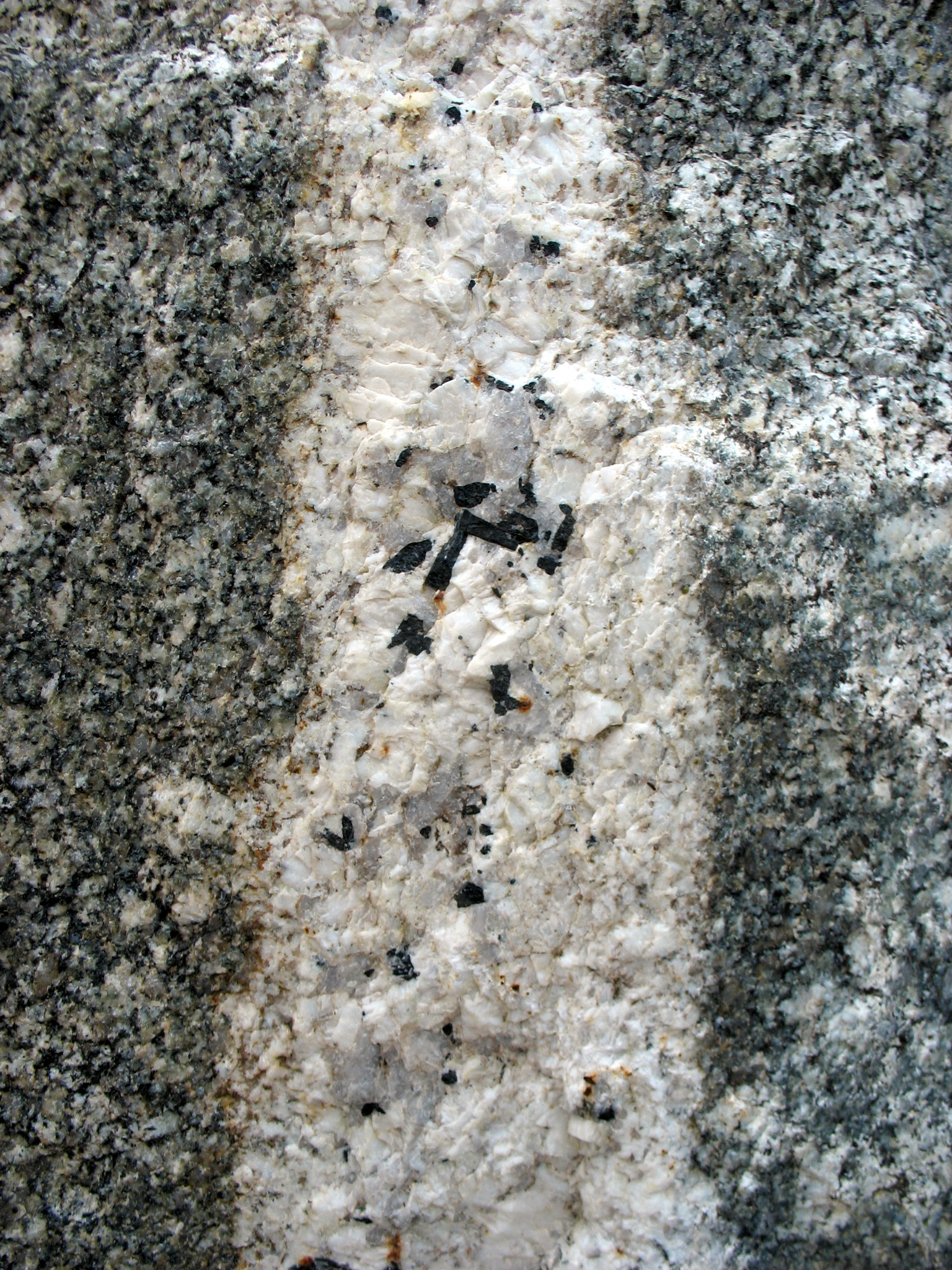
Dique pegmatítico con cuarzo y turmalina.

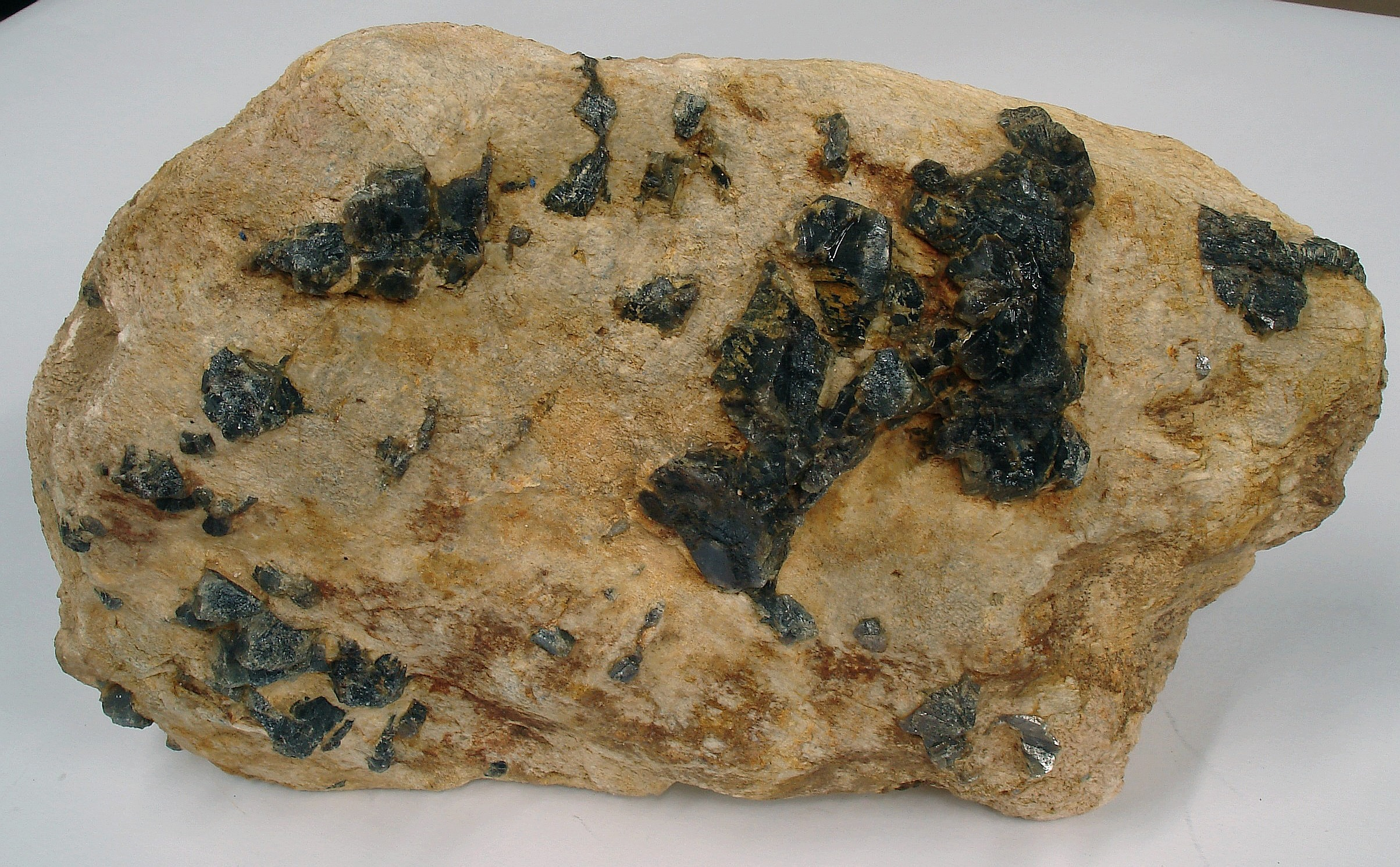
Pegmatita con cristales azules de corindón.

La pegmatita es una roca ígnea filoniana que tiene un tamaño de grano muy grueso, superior a 20 mm, incluso en ocasiones con cristales gigantes, de varios metros o miles de toneladas. Las rocas con este tamaño de grano se dice que tienen textura pegmatítica. Pueden aparecer en forma de diques o sills, pero también como masas irregulares dentro de los plutones graníticos.
La mayoría de las pegmatitas son de composición granítica, por tanto suelen estar formadas por cuarzo, feldespato y mica. Las pegmatitas son importantes ya que pueden contener minerales poco frecuentes, algunos de interés industrial o gemológico (piedras preciosas), como pueden ser aguamarina, turmalina, topacio, fluorita y apatito. A veces se encuentran mezclados con minerales compuestos por estaño y wolframio. 
La pegmatita se forma cuando el magma está cristalizando y la parte fluida residual se enriquece en compuestos o elementos volátiles, más ligeros, como agua, boro, flúor, cloro o fósforo, que facilitan la cristalización al disminuir la viscosidad del fluido magmático. La diferenciación del fluido también favorece la concentración de elementos raros dispersos en el magma.
Cuando estos depósitos se forman en condiciones de baja presión, se pueden hallar cavidades, denominadas miarolas, que suelen contener cristales bien desarrollados. Esto sucede debido a que en esas cavidades, los cristales pueden crecer libremente sin colisionar con el resto de la roca. Estos cristales bien desarrollados tienen una gran importancia para la industria gemológica como también para coleccionistas.

## Génesis de las pegmatitas
Los depósitos de pegmatitas son extraordinariamente importantes, tanto desde un punto de vista científico como económico, debido a la gran variedad de minerales que puede formar, el tamaño de los cristales que se forman (que en ocasiones pueden llegar a ser métricos) y el grado de perfección de los mismos. Las pegmatitas se forman en contextos de fases fluidas, de dos modos:
1. Fluido residual magmático. La cristalización magmática de rocas ígneas deja un fluido residual final muy rico en cuarzo y feldespatos que posteriormente a la constitución de la roca ígnea, se enriquece en agua y elementos volátiles como el flúor o el boro. Este fluido enriquecido tiene una gran movilidad y es capaz de introducirse en roturas y grietas de otras rocas (normalmente ígneas), donde cristaliza, dando lugar a una pegmatita. Si la roca circundante es más fría que el líquido magmático, la cristalización se produce desde los bordes hacia el centro del dique, produciendo bandas de diferente composición, normalmente terminando con el centro compuesto principalmente por cuarzo.[1]
2. Fusión parcial-anatexia. En este caso, la pegmatita se genera a partir de una roca ya consolidada. Se parte de una roca metamórfica que es expuesta a condiciones de altas presiones o temperaturas, superando su límite de metamorfismo, y por tanto comienza a producirse la fusión de la misma. Cuando este proceso comienza, los primeros minerales que se funden son el cuarzo y los feldespatos, los cuales recristalizan si las condiciones de presión se reducen, constituyendo una pegmatita.

## Clasificación de las pegmatitas

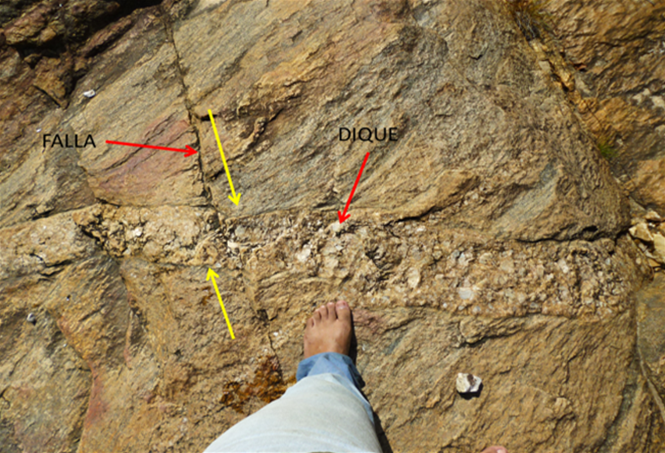
Afloramiento con falla transcurrente tipo dextral interceptado por un dique pegmatítico de cuarzo.

Las pegmatitas no tienen una clasificación propiamente establecida, sino que se recurre al uso de criterios composicionales, estructurales o morfológicos:
- Criterios composicionales. Son aquellos criterios que destacan la caracterización mineralógica presente en la pegmatita. Entre ellos destacan:[3]
  - Pegmatitas graníticas. Su composición mineralógica se asemeja a la que presenta un granito (cuarzo, feldespato y mica)
  - Pegmatitas gabroides. La composición es la misma que presenta un gabro.
  - Pegmatitas sieníticas o alcalinas. Presentan una composición mineralógica muy parecida a la de las sienitas, principalmente elementos alcalinos.
- Criterios estructurales. Destacan la estructura interna de la propia roca. En este sentido se subdividen dos tipos de pegmatitas:
  - Pegmatitas simples: Un núcleo de cuarzo se encuentra rodeado por una matriz de microclina y cuarzo.
  - Pegmatitas compuestas o zonadas. Están formadas por un núcleo cuarzoso. Este núcleo es rodeado por una capa de microclina denominada "zona intermedia", la cual es rodeada a su vez por una capa de cuarzo, feldespato potásico y albita llamada "zona de muro". Finalmente la zona de muro es rodeada por una fina capa de cuarzo, moscovita y albita, a la cual se la denomina "zona de borde".
- Criterios morfológicos. En ellos se destacan el hábito que presenta la roca. Los hay de varios tipos como en diques, irregulares, en lentejón o bolsadas.

Sin embargo, Cerny, en 1991, propuso una clasificación para las pegmatitas más comunes, las graníticas, en función de la temperatura y la presión de formación de dichas rocas. En este sentido podemos hablar de pegmatitas abisales, pegmatitas micáceas, pegmatitas de elementos raros y pegmatitas miarolíticas.
| Tipo            | Presión (kbar) | Temperatura (°C) | Metamorfismo y origen                                                  | Elementos presentes                                             |
| --------------- | -------------- | ---------------- | ---------------------------------------------------------------------- | --------------------------------------------------------------- |
| Abisal          | 4 a 9          | 700 a 800        | Por fusión parcial                                                     | U, Th, Zr, Nb, Ti, Y, TR y Mo                                   |
| Micácea         | 4 a 8          | 580 a 650        | Por fusión parcial y metamorfismo de anfibolitas y granitos autóctonos | Li, Be, Y, TR, Ti, U, Th, Nb, Ta                                |
| Elementos raros | 2 a 4          | 500 a 650        | Por metamorfismo de granitos alóctonos y anfibolitas                   | Li, Rb, Cs, Be, Ra, Sn, Hf, Na, F, Y, TR, Nb, Ta, Ti, U, Th, Zr |
| Miarolíticas    | 1 a 2          | Más de 400       | Metamorfismo de granitos alóctonos y de grado bajo a muy bajo.         | Y, TR, Ti, U, Th, Zr, Y, F, Na                                  |

## Importancia económica
Las pegmatitas son muy importantes desde el punto de vista económico, debido a que contienen, en ocasiones, grandes cantidades de elementos raros que no son tomados en la cristalización por otros minerales constituyentes de otros tipos de rocas como las ígneas. Estos elementos son por ejemplo las tierras raras (TR), el uranio y el torio entre otros. 